# بغاتپه (بغ تپه)
بغاتپه (بغ تپه) مربوط به دوران پیش از تاریخ ایران باستان است و در دهستان نازلوچای، داخل محدوده روستای چونقرالوی یکان واقع شده و این اثر در تاریخ ۱ آبان ۱۳۴۴ با شمارهٔ ثبت ۴۳۹ به‌عنوان یکی از آثار ملی ایران به ثبت رسیده است.